# Милдред (Тексас)
Милдред (енгл. Mildred) град је у америчкој савезној држави Тексас. По попису становништва из 2010. у њему је живело 368 становника.

## Демографија
Према попису становништва из 2010. у граду је живело 368 становника, што је 37 (9,1%) становника мање него 2000. године.
| Група             | 2000.       | 2010.       |
| Белци             | 347 (85,7%) | 298 (81,0%) |
| Афроамериканци    | 28 (6,9%)   | 14 (3,8%)   |
| Азијати           | 2 (0,5%)    | 6 (1,6%)    |
| Хиспаноамериканци | 26 (6,4%)   | 43 (11,7%)  |
| Укупно            | 405         | 368         |